# Костюченкова, Ирина Анатольевна
Ири́на Анато́льевна Костюче́нкова (11 мая 1961, Челябинск — 31 марта 2023, Алушта) — советская и украинская легкоатлетка, участница Олимпийских игр.

## Карьера
На Олимпийских играх 1988 года участвовала в метании копья и заняла 4-е место, уступив 30 см в борьбе за бронзу Беате Кох. На следующих Играх в составе Объединённой команды стала 20-й.
Чемпионка Универсиады 1987 года и серебряный призёр Игр доброй воли 1986.
После завершения карьеры работала тренером в Крыму. В последние годы преподавала в МОУ «Школа N2» города Алушты.
31 марта 2023 года задушена душевнобольным сыном в своей квартире в Алуште. Вместе с Костюченковой погибла её мать.